# Ле-Бруй-Монберт
Ле-Бруй-Монбе́рт (фр. Le Brouilh-Monbert) — коммуна во Франции, находится в регионе Юг — Пиренеи. Департамент — Жер. Входит в состав кантона Ош-Сюд-Уэст. Округ коммуны — Ош.
Код INSEE коммуны — 32065.

## География

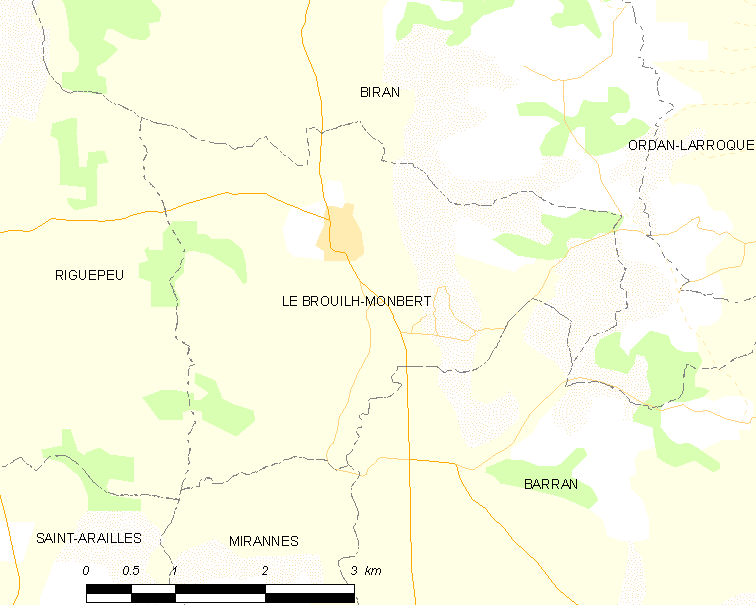
Карта коммуны

Коммуна расположена приблизительно в 600 км к югу от Парижа, в 85 км западнее Тулузы, в 16 км к западу от Оша.
По территории коммуны протекает река Баиз.

## Климат
Климат умеренно-океанический. Лето жаркое и немного дождливое, температура часто превышает 35 °С. Зимой часто бывает отрицательная температура и ночные заморозки. Годовое количество осадков — 700—900 мм.

## Население
Население коммуны на 2010 год составляло 236 человек.
| 1962 | 1968 | 1975 | 1982 | 1990 | 1999 | 2010 |
| ---- | ---- | ---- | ---- | ---- | ---- | ---- |
| 158  | 266  | 228  | 202  | 207  | 212  | 236  |

## Администрация
| Период | Период | Фамилия        | Партия                    | Примечания |
| ------ | ------ | -------------- | ------------------------- | ---------- |
| 2001   | 2014   | Франсуа Сента  | Союз за народное движение |            |
| 2014   | 2020   | Андре Бальдини |                           |            |

## Экономика
В 2010 году среди 140 человек трудоспособного возраста (15-64 лет) 110 были экономически активными, 30 — неактивными (показатель активности — 78,6 %, в 1999 году было 69,7 %). Из 110 активных жителей работали 97 человек (50 мужчин и 47 женщин), безработных было 13 (7 мужчин и 6 женщин). Среди 30 неактивных 14 человек были учениками или студентами, 10 — пенсионерами, 6 были неактивными по другим причинам.